# The Global Community and the Need for Universal Responsibility
A The Global Community and the Need for Universal Responsibility (magyarul: A globális közösség és az egyetemes felelősségtudat szükségessége) című könyvben a 14. dalai láma, Tendzin Gyaco összefoglalja a világ aktuális helyzetét és megosztja ezzel kapcsolatos gondolatait és észrevételeit. A rövid terjedelmű, mindössze 22 oldalas írásban a magas rangú tibeti láma rávilágít a legégetőbb aktuális problémákra, amelyekre a következő nemzedékek érdekében megoldást kell találni.

## Tartalma
Mondandójának az elején a dalai láma összefoglalja, hogy a 20. század végéhez közeledve a világ összezsugorodott és a világ népei szinte egy nagy közösséget alkotnak, a politikai és hadászati szövetségek nemzetközi csoportokat hoztak létre és az ipar és a nemzetközi kereskedelem globális gazdaságot szült, valamint a világháló lehetővé tette a nyelvek, a fajok és a távolságok okozta hatalmas történelmi különbségek leküzdését. Szintén összehoz bennünket néhány mindnyájunkat foglalkoztató komoly kérdés: a túlnépesedés, a fogytán lévő természeti erőforrások és a környezetet sújtó válság, amely érinti a bolygónkon található levegőt, a vizeket, a fákat és az élőlényeket.
A dalai láma felhívja a figyelmet, hogy véleménye szerint a globális kihívásokkal való megküzdéshez szükség van arra, hogy az embereknek nagyobb legyen az egyetemes felelősségtudata. Nem elég ha mindenki csak saját magáért, a családjáért és a nemzetéért küzd és dolgozik, szükséges tenni az egész emberiségért. Az egyetemes felelősségtudat az emberiség túlélésének egyetlen kulcsa és egyben a világbéke legjobb alapzata, amely a természeti kincsek igazságos felosztása, a jövő nemzedékekkel és a környezetünkkel való törődés útján érhető el. A könyvből kiderül, hogy a dalai láma hogyan képzeli el az egymás felé érzett felelősségtudat kialakítását a Földön. Kifejti, hogy ma már nem reménykedhetünk abban, hogy szervezetek vagy más emberek oldják meg helyettünk a problémát, minden egyes embernek tennie kell a közhangulat javulásáért. A pozitív változás nem jön gyorsan és keményen kell érte küzdeni, ezért anélkül nem érhető el számottevő siker, hogy az emberek ne éreznék saját személyes ügyüknek az emberiség sorsát. A könyv további részében a dalai láma logikailag levezeti az olvasó számára, hogy miért jobb mindenki számára a béke, illetve, hogy miért optimista a jövőt illetően.